# غراهام نوريس
غراهام نوريس (17 أكتوبر 1905 - 6 ديسمبر 1933) (بالإنجليزية: Graham Norris)‏ هو لاعب كريكت بريطاني (وحمل سابقاً جنسية المملكة المتحدة لبريطانيا العظمى وأيرلندا).